# Df (Unix)
df (ang. disk free) – uniksowy program wyświetlający informacje o wolnym miejscu na zamontowanych systemach plików. Informacje pobiera przepytując systemy plików, których adresy pobiera z mtab.
W GNU/Linuksie jest to część pakietu GNU Coreutils.

## Przykładowy wynik programudfw GNU/Linuksie
```
$ df -h
System plików         rozm. użyte dost. %uż. zamont. na
/dev/hda3              19G  3,4G   16G  18% /
varrun                126M   76K  126M   1% /var/run
varlock               126M     0  126M   0% /var/lock
udev                  126M  128K  125M   1% /dev
devshm                126M     0  126M   0% /dev/shm
lrm                   126M   19M  107M  15% /lib/modules/2.6.15-23-386/volatile
/dev/hda1             4,9G  4,3G  659M  87% /media/hda1
/dev/hda5              22G   16G  5,8G  74% /media/hda5
/dev/hda6             4,9G  4,3G  652M  87% /media/hda6

```

Opcja -h sprawia, że wyniki są podawane w jednostkach łatwych do odczytania (human-readable), zamiast domyślnie ilości bloków.